# Behrens
Behrens är ett namn som förekommer i olika stavningsvarianter, i länder som Tyskland, Sverige, Norge och USA.
I Sverige fanns den 31 december 2015 följande antal personer enligt SCB:s namnsök
- Behrens 155
- Behrendtz 95
- Baehrendtz/Bæhrendtz 12
- Berens 13
- Berents 1

## Personer
- Abraham Christopher Behrens (1800-talet), svensk hovkonditor
- Berta Behrens (1850–1912), tysk romanförfattare, skrev under pseudonymen W. Heimburg
- Carl Behrens (1867–1946), dansk journalist
- Charles Behrens (1907–1965), nederländsk-svensk redaktör, tecknare och konsthantverkare
- Emma Behrendtz (född 1974), svensk journalist, programledare, manusförfattare och informatör
- Fabian Julius Baehrendtz (1849–1920), svensk kulturhistoriker
- Fredrik Behrens (1883–1960), tysk-norsk industriman
- Hermann Behrends (1907–1948), tysk jurist och SS-man
- Herman Berens den äldre (1826–1880), svensk musiker, tonsättare
- Herman Berens den yngre (1862–1928), svensk dirigent, tonsättare
- Hildegard Behrens (1937–2009), tysk operasångerska
- Isidor Behrens (1868–1951), en av Allmänna Idrottsklubbens grundare och första ordförande
- Johan Didrik Behrens (1820–1890), norsk körledare och sånglärare
- Kerstin Behrendtz (1950–2020), svensk musikredaktör
- Konrad Behrend Behrens (1835–1898), svensk operasångare (baryton)
- Maj-Britt Bæhrendtz (1916–2018), svensk författare
- Nils Erik Bæhrendtz (1916–2002), svensk radio- och TV-man
- Peter Behrens (1868–1940), tysk arkitekt
- Sam Behrens (född 1950), amerikansk skådespelare
- Sven Behrens (1919–2001), svensk lärare, docent i naturgeografi[1]

## Släkter

### Bæhrendtz från Pommern
Bæhrendtz är en släkt som är inflyttad till Sverige från Pommern. Svensk stamfader är Johan Michael Gottlieb (1744–1817) som först var hovmästare i Berlin hos svenske ministern O.J.Z. von Manteuffel och sedan kamrer vid Kungliga Operan i Stockholm. Släkten finns publicerad i Svenska Släktkalendern 1980. Bland släktens medlemmar märks historikern Fabian Bæhrendtz och programledaren för Kvitt eller dubbelt Nils Erik Bæhrendtz. Här följer stamtavla över kända ättlingar:
- Johan Michael Gottlieb Bæhrendtz (1744–1817), hovmästare, kamrer
  - Christian Leberecht Bæhrendtz (1778–1816), bokhållare, traktör, Karlskrona
    - Johan Ludvig Gottlieb Bæhrendtz (1807–1880), andre lantmätare i Blekinge län
      - Fabian Bæhrendtz (1849–1920), lektor, kulturhistoriker, arkeolog
        - Erik Bæhrendtz (1885–1973), ämbetsman
          - Nils Erik Bæhrendtz (1916–2002), radio- och TV-man, gift med Maj-Britt Bæhrendtz, författare

### Behrendtz från Östergötland
Från Östergötland kommer en släkt som använder stavningen Behrendtz. Bland kända medlemmar märks Kerstin Behrendtz, som gjort urvalet av spellistorna till åtskilliga svenska radioprogram sedan 1970-talet, samt hennes dotter Emma Behrendtz. Här följer en stamtavla i urval:
- Carl Johan Behrendtz (1842–1923), fältmusikant i Linköping
  - Knut Axel Leonard Behrendtz (1880–1918), svarvare
    - John Behrendtz (1905–1980), rörledningsentreprenör
      - Kerstin Behrendtz (1950-2020), musikredaktör, varit gift med Thomas Samuelsson, regissör
        - Emma Behrendtz (född 1974), journalist, programledare, manusförfattare och informatör